# Universalversender
Universalversender sind Versandhäuser, deren Angebot sich nicht auf eine bestimmte Produktsparte beschränkt – solche Unternehmen werden als Spezialversender bezeichnet. Im Gegensatz zu diesen haben Universalversender in der Bevölkerung einen hohen Bekanntheitsgrad. Die größten Anbieter im deutschsprachigen Raum waren Quelle, Otto und neckermann.de, von denen heute (2019) nur noch Otto existiert, wogegen internationale Unternehmen wie Amazon erste Ränge belegen.

## Geschichte
Die deutschen Universalversender erlebten insbesondere in den Jahrzehnten nach dem Zweiten Weltkrieg einen enormen Boom; die Nachfrage nach Konsumgütern aller Art war in der Nachkriegszeit besonders hoch und insbesondere die Bevölkerung auf dem „flachen Land“ nahm das Angebot der Versandhäuser, deren Angebote meist auch deutlich preisgünstiger als die des Fachhandels waren, zahlreich in Anspruch.
Ihre Produkte boten die Universalversender traditionell per Katalog an, der den Interessenten zwei Mal jährlich, in einer Frühjahr/Sommer- und einer Herbst/Winter-Ausgabe zugestellt wurde. Der Frühjahr/Sommer-Katalog war in der Regel der „Hauptkatalog“ und deutlich umfangreicher. In den letzten Jahren gingen die Anbieter verstärkt dazu über, auch spezialisierte Kataloge, wie z. B. für Mode, herauszugeben.
Die Angebotspalette ging ab den 1960er und 1970er Jahren über Konsumgüter für den Alltagsgebrauch hinaus, es wurden auch Reisen, Finanzprodukte wie z. B. Versicherungen und sogar Fertighäuser angeboten. Die Universalversender expandierten zu Konzernen mit zahlreichen Tochterunternehmen, eröffneten eigene Produktionsbetriebe sowie Verkaufsagenturen und Warenhäuser, und kooperierten mit Warenhausketten, Reiseveranstaltern, Logistikdienstleistern und anderen Unternehmen.